# 스마트 캐주얼

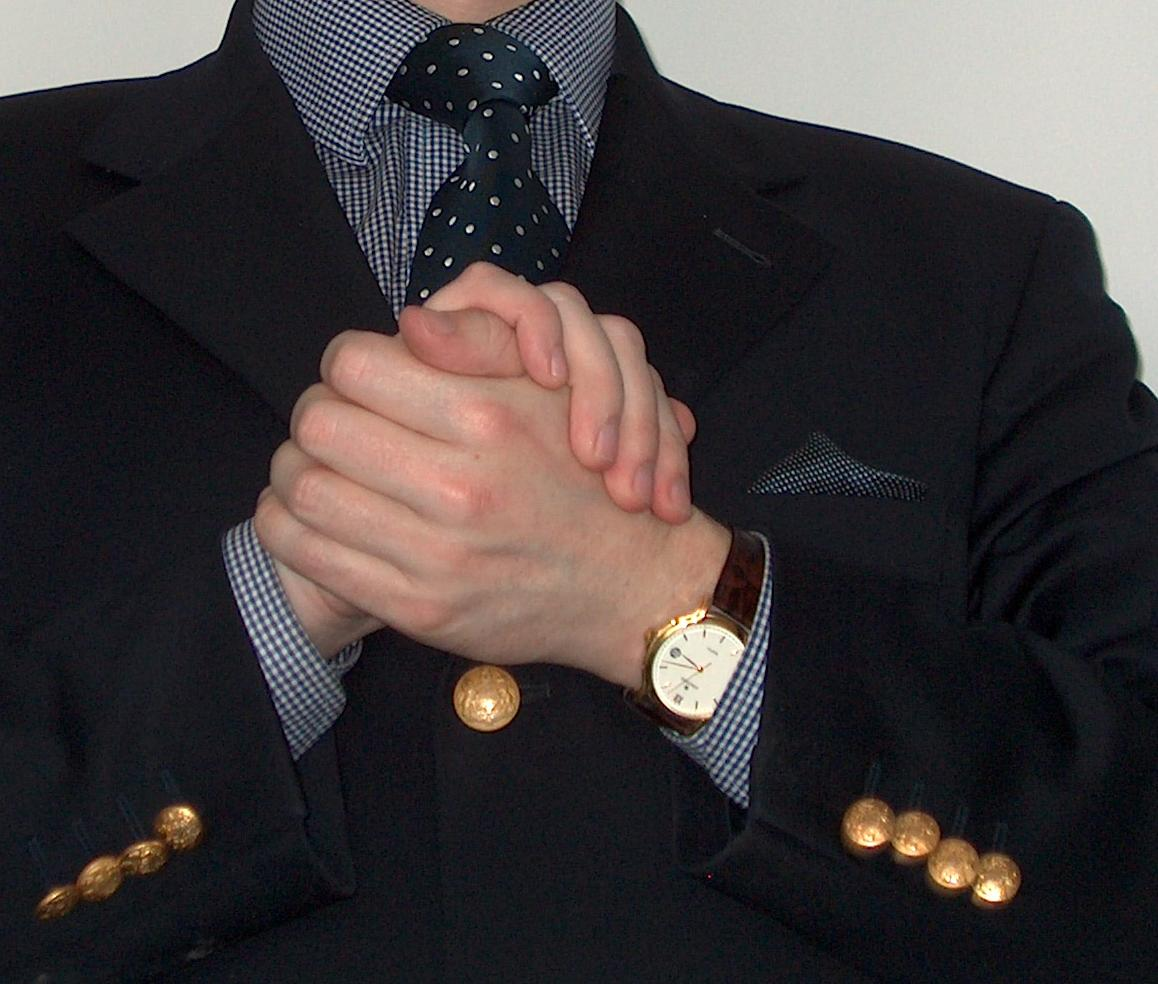

스마트 캐주얼(smart casual)은 모호하게 정의된 서양식 복장 규정으로, 일반적으로 캐주얼 복장으로 간주되지만 전통적인 비공식 복장에서 적절한 라운지 슈트의 스마트한("잘 차려입었다"는 의미에서) 요소를 가진다. 남성의 경우 이러한 해석에는 일반적으로 와이셔츠, 넥타이, 바지 및 드레스 슈즈가 포함되며, 낯선 색상의 블레이저 또는 스포츠 코트와 함께 착용할 수 있다.
스마트 캐주얼은 20세기 드레스 코드로 형성되었으며, 원래는 파격적인 색상과 덜 무겁고 따라서 좀 더 캐주얼한 소재의 라운지 슈트를 지정했으며, 어쩌면 좀 더 캐주얼한 컷과 디테일이 가미될 수도 있다. 단색의 라운지 슈트가 비격식적인 옷을 정의하게 되면서, 고르지 못한 색상은 스마트 캐주얼과 연관되게 되었다. 따라서 스마트 캐주얼과 비즈니스 캐주얼의 정의는 1950년대부터 사실상 구별할 수 없게 되었으며, 이는 전통적이고 일반적인 두꺼운 천의 어두운 정장보다 더 캐주얼한 정장을 의미한다.
1960년대 서구 세계의 반문화 이후 다양한 서구 문화와 사건에 따라 드레스 코드에 대한 기대치가 달라질 수 있다. 특히 넥타이와 관련하여, 따뜻한 기후에서는 때로는 재킷과 관련하여도 마찬가지이다. 따라서 특정 의류를 스마트 캐주얼로 지정하는 것과 비즈니스 캐주얼과의 구별에 대해 논란이 있다.

## 같이 보기
- 복장 규정
- 슈트
- 작업복

## 문헌
- Southward, Jane (5 November 2009). Crack the dress code. Fairfax Media. Retrieved 12 July 2013.